# Leaves' Eyes
Leaves' Eyes és un grup de gothic metal i folk metal alemany. Va ser format després que la vocalista de Theatre Of Tragedy, Liv Kristine, fos expulsada. Leaves' Eyes va ser creat per Alexander Krull (marit de Liv Kristine) i antics membres d'Atrocity.
Els membres de la banda són:
- Liv Kristine Espenæs Krull - Cantant
- Mathias Röderer - Guitarra
- Thorsten Bauer - Guitarra
- Alla Fedynitch - Baix
- Seven Antonopoulos - Bateria
- Alexander Krull - Programador (cantant a vegades)

## Discografia

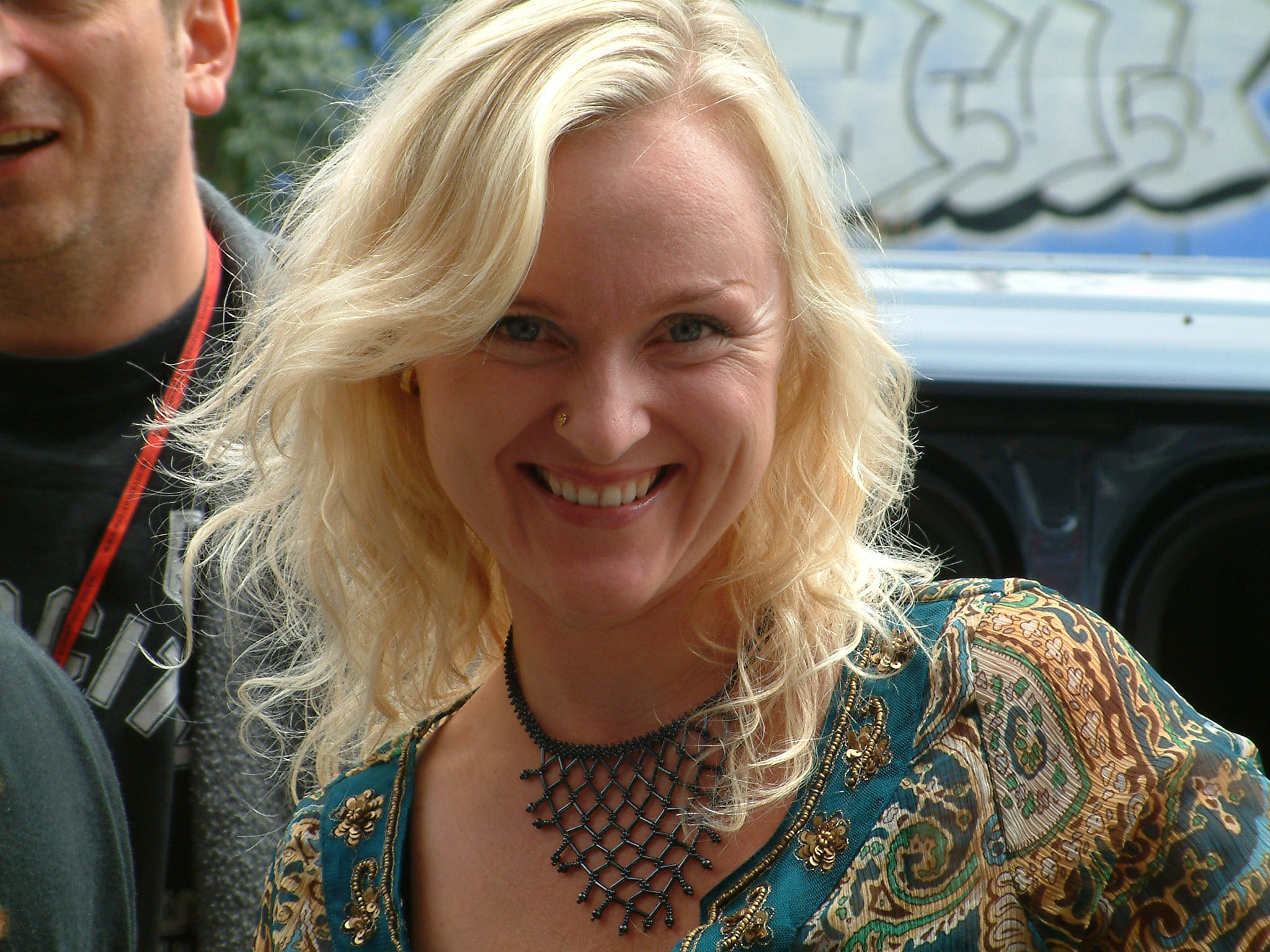
Liv Kristine

### CDs
- Lovelorn
- Elegy (EP)
- Vinland Saga
- Legend Land (EP)
- My Destiny (EP)
- Njord

### Singles
- Into Your Light